# Al Ulbrickson Sr.

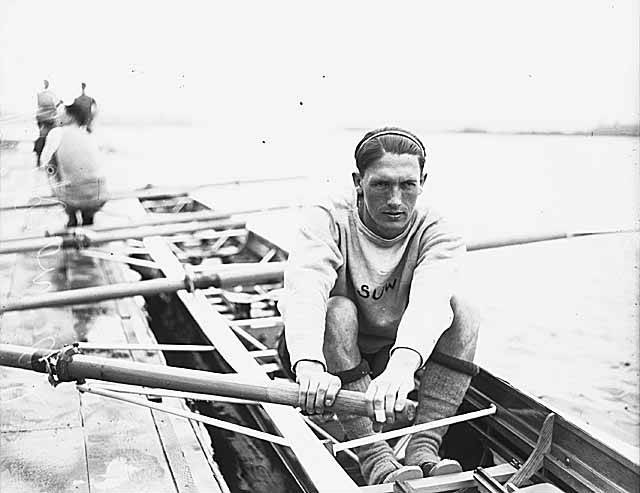
Ulbrickson em um barco de remo, por volta de 1926

Alvin M. Ulbrickson (11 de fevereiro de 1903 – 7 de novembro de 1980), também conhecido como Al Ulbrickson Sr., foi um remador e treinador norte-americano.
Depois de remar como estudante na Universidade de Washington (UW), Ulbrickson passou a treinar a equipe de remo de 1927 até se aposentar em 1959. Suas equipes da UW ganharam seis campeonatos da Intercollegiate Rowing Association; quatro dessas vezes, eles ganharam títulos universitário, júnior e calouro no mesmo ano. Ele também treinou equipes de remo vencedoras de medalhas de ouro nas Olimpíadas de 1936 (Berlim) e 1948 (Londres), também conquistando o bronze em 1952 (Helsinque). Ele foi um dos cinco treinadores membros fundadores do UW Athletic Hall of Fame quando este foi criado em 1979.
Ele era o pai de Alvin Edmund Ulbrickson (Al Ulbrickson Jr.).